# Hostal d'en Flix
L'Hostal d'en Flix és una obra de Sant Martí de Tous (Anoia) inclosa a l'Inventari del Patrimoni Arquitectònic de Catalunya.

## Descripció
Té la tipologia tradicional d'una masia, però amb més finestres (grans) tant lateral com frontalment, el que li dona un aspecte més d'hostal. Hi ha tres cossos: el central és de 3 nivells i els dos laterals d'un nivell.

## Història
Recorda la existència d'un antic castell de Flix, petit centre de repoblament, esmentat els segles xi i xii. Aquest hostal és bastant antic. Terme de Flix documentat el 1079.